# Coronel Pringles
Pour les articles homonymes, voir Pringles (homonymie).
 (octobre 2019).
Le contenu est difficilement compréhensible vu les erreurs de traduction, qui sont peut-être dues à l'utilisation d'un logiciel de traduction automatique.
Coronel Pringles est une ville de la province de Buenos Aires, en Argentine. Elle fait partie du partido de Coronel Pringles. Créée en 1882 par la loi provinciale, sa population s'élevait à 23 794 habitants en 2001.

## Histoire
Jusqu'à la colonisation, le territoire a été occupé par les Indiens et les Pampas araucanienne
- Juillet 5 en 1882 Parti a été créé avec la loi provinciale 1497, qui divise le parti de Tres Arroyos dans le district de Coronel Suárez, Tres Arroyos et Pringles Coronel.

La première autorité qui avait le parti a été le juge de paix Juan Pablo Cabrera, qui jura et a travaillé au "magasin de luzerne et de Paraje générale», à 60 km de la ville actuelle.
- 1892 1re. Maire Florencio Gutierrez.

En à peine un demi-siècle, comme enregistré dans l'album 1932 du cinquantième anniversaire du journal El Orden, il y a la transformation révolutionnaire de la vaste plaine et de nature sauvage dans une ville en plein essor avec un parti et une croissance démographique élevée et une activité productive, commerciaux et culturels extraordinaire.
En 1884, à Las Cortaderas, la première école du parti a commencé à fonctionner. Le professeur italien Miguel Gioffredo Flesia a été son premier professeur et directeur.
Seulement trente ans plus tard, le quartier avait 16 écoles primaires (5 en milieu rural et d'autres zones urbaines), 3 écoles privées et une population scolaire totale de 2 000 enfants des deux sexes.
La première manifestation du journalisme remonte à 1886 lorsque le journal politique La Libertad a été publié. En 1930, il y avait cinq journaux dont quatre d'entre eux avait sa propre imprimerie.
En 1903, la première ligne ferroviaire ouverte, l'entreprise Ferro Carril del Sud, Pringles Coronel reliant Buenos Aires et en 1911 a établi le Ferro Carril Rosario Puerto Belgrano, contribuant à des progrès rapides tant vécu dans la région. Lignes Telegraph provinciaux ont été établis depuis 1900 au début.
En 1925, à l'épicentre du grenier du monde, le parti avait 21 000 habitants, ont été cultivés chaque année 200 000 hectares, dont 130 000 ont été pour le blé. La croissance est également accompagnée de trois banques, Banco de Pringles Coronel, la Banque de la Province et de la Banco de la Nacion. Parmi les organismes culturels qui se dressaient dans cette étape sont le théâtre espagnol, Cinéma San Martin, la Bibliothèque Populaire, Orchestral Association. En outre, depuis il y a eu trois sociétés agricoles, deux associations reconnues d'utilité publique, de nombreux clubs de football et social de cinq Sociétés mutuelles (espagnol, italien, Cosmopolitan, françaises et israéliennes) et cinq partis politiques. En 1930, la compagnie de téléphone de l'Union de la province avait 300 abonnés.

## Célébrités
- César Aira, écrivain, né à 1949.
- Abel Rasskin, peintre et sculpteur, est né en 1940.
- Arturo Carrera, poète.
- Celeste Carballo, musicien et chanteur.
- Millie Stegman, actrice.
- Stephen Fernandino, pilote de course.
- Juan Carlos Thorry, acteur.
- Juan Segundo Stegman, comédien et chef d'orchestre.
- Ricardo Martinez Paz, acteur, photographe, créateur de costumes.
- Alejandro Carrafancq, architecte et chercheur.
- Juan Ezequiel Cuevas, joueur de soccer.
- Lucas Petracci, actor, clown, mime
- Luis Alberto Oxoteguy, pilote de rallye.
- Andrés Agulla, coanimateur de télévision.
- Paula Torres, journaliste.
- José Miguel Garcia Loos, écrivain.